# Mirchi ka salan
Il Mirchi ka salan è un popolare tipo di curry a base di peperoncino e noccioline, originario della città indiana di Hyderabad e servito comunemente come accompagnamento al riso Biryani o più nello specifico nella sua variante locale Hyderabadi Biryani.

## Preparazione
La salsa viene preparata bollendo i peperoncini per ridurne l'asprezza, poi vengono fritti assieme alle arachidi, sesamo, cocco grattugiato, semi di cumino, zenzero, pasta d'aglio, foglie di alloro, curcuma per la colorazione giallastra e succo di tamarindo. Il tutto viene poi passato in un macinacaffè per renderlo cremoso.